# هنا هیلتون
هانا هیلتون (انگلیسی: Hanna Hilton؛ زاده ۳۱ اکتبر ۱۹۸۴) بازیگر پورنوگرافی پیشین (۲۰۰۷-۱۰) اهل ایالات متحده آمریکا است.

## زندگی شخصی
هانا هیلتون یک سرپرستار در دبیرستان بود و به طور پاره وقت در یک رستوران دیری کوین در کنرزویل کار می کرد. پس از آن، زمانی که یک نماینده عکس های او را در اینترنت پیدا کرد و او را متقاعد کرد که به لس آنجلس نقل مکان کند به حرفه ی مدل شنا روی آورد.
در خارج از صنعت پورن، او در فیلم سوروگیت ها یک نقش کوتاه بازی کرده است.
در سپتامبر ۲۰۰۹، وایوید تایید کرد که این بازیگر که هنوز تحت قرارداد است، تصمیم گرفته است تا از کار خود در سینما بزرگسالان استراحت کند، اما دلیل و مدت این استراحت را اعلام نکرد.

## زندگی حرفه ای
در ابتدا، او فقط صحنه‌های لزبین و تک‌نفره انجام می‌داد تا آوریل ۲۰۰۸، که اولین صحنه هاردکور خود را برای Brazzers انجام داد. یک ماه بعد، او قرارداد انحصاری با Vivid امضا کرد و به‌طور رسمی به یک دختر Vivid تبدیل شد. فیلم اول او Meggan و Hanna Love Manuel بود. پس از آن، او چند فیلم برای Vivid فیلم‌برداری کرد، اما همچنین برای وب‌سایت‌هایی مانند Twistys فعال بود.